# Liste der Männerturnvereine in Deutschland
Die Liste der Männerturnvereine in Deutschland führt in chronologischer Folge die Männerturnvereine (MTV) in Deutschland auf:
- 1814: TSV 1814 Friedland
- 1817: Mainzer Turngemeinde
- 1842: Königsberger Männer-Turnverein
- 1843: Männerturnverein Stuttgart
- 1844: Kieler Männerturnverein
- 1846: Männerturnverein Ludwigsburg
- 1846: Männerturnverein Aalen
- 1846: Männerturnverein Gießen
- 1847: MTV Braunschweig
- 1847: MTV Eintracht Celle
- 1848: Verein für Leibesübungen von 1848 Hannover
- 1848: MTV Hildesheim
- 1848: Männerturnverein Lindenau
- 1848: MTV Treubund Lüneburg
- 1848: MTV Northeim
- 1848: MTV Wolfenbüttel
- 1849: Männerturnverein Burgdorf
- 1849: Männerturnverein Helmstedt
- 1850: Männerturnverein Stade
- 1852:  Männerturnverein Hamburg, aufgegangen in Hamburg St. Pauli Turnverein
- 1854: Lübecker Turnerschaft von 1854
- 1858: Männer-Turn-Verein in Alfeld
- 1858: TK Hannover
- 1859: Männerturnverein Neumünster
- 1860: MTV 1860 Altlandsberg
- 1860: Turngemeinde Bornheim
- 1860: Elmshorner MTV
- 1860: MTV Heide
- 1860: Männerturnverein Lindenau
- 1860: MTV Travemünde
- 1860: Männerturnverein Visselhövede
- 1861: Männerturnverein Abbehausen
- 1861: Männerturnverein Bad Pyrmont
- 1861: Männerturnverein Giengen an der Brenz
- 1861: Männerturnverein Geestendorf
- 1861: Männerturnverein Gifhorn
- 1861: Männerturnverein Harburg
- 1861: Männerturnverein Hastedt
- 1861: Turnerschaft Kronach
- 1861: Mombacher Turnverein 1861
- 1862: Männerturnverein Braunschweig
- 1862: Hermannstädter Turnverein
- 1862: Männerturnverein Königshütte
- 1862: Männer Turn Verein Kronberg
- 1862: Männerturnverein Perleberg
- 1862: MTV 1862 Pfaffenhofen
- 1862: Männerturnverein Jever
- 1862: Männerturnverein Nienburg
- 1862: Männerturnverein Templin
- 1862: Männer-Turnverein Vorsfelde
- 1862: Männerturnverein Calvörde
- 1863: Männerturnverein Mittenwalde
- 1864: Männerturnverein Barmstedt
- 1864: Männer-Turn-Verein Soltau
- 1865: Männerturnverein Lübbecke
- 1877: Männerturnverein Bad Kreuznach
- 1878: Männerturnvereins Atzendorf
- 1879: Männer-Turn-Verein München
- 1879: Männerturnverein Tostedt
- 1881: Männer-Turn-Verein Ingolstadt
- 1881: Männerturnverein Karlsruhe
- 1882: MTV Bamberg
- 1885: Männerturnverein Meldorf
- 1885: MTV 1885 Rosenheim
- 1887: Groß-Lichterfelde
- 1888: Turn- und Militärverein in Büttelborn
- 1888: Männerturnverein Fermersleben
- 1888: Männerturnverein Zerpenschleuse
- 1889: Männerturnverein Eimsbüttel
- 1889: Männer-Turnverein Leck
- 1892: MTV Fürth
- 1892: Männerturnverein Reinbek
- 1893: Altrahlstedter Männerturnverein von 1893
- 1893: Männerturnverein Vechelde
- 1896: MTV Ilten
- 1900: Männerturnverein Altendorf
- 1902: Männerturnverein Barmen
- 1903: Turnverein Altenhagen
- 1904: Turnverein Hassee-Winterbek
- 1904: Männerturnverein Sperenberg
- 1906: Männerturnverein Bützfleth
- 1908: Männerturnverein Buchholz
- 1908: Duvenstedter Männerturnverein von 1908
- 1908: Männerturnverein Freiheit in Osterode am Harz
- 1908: Männerturnverein Großenheidorn
- 1909: Männerturnverein Gamsen
- 1910: Männerturnverein Egestorf
- 1910: Männerturnverein Müden
- 1911: Männerturnverein Rehren
- 1911: MTV Barfelde von 1911[1]
- 1912: Männerturnverein Wittorf
- 1913: Männerturnverein Messenkamp
- 1919: Männer-Turnverein Herzhorn
- 1949: Männerturnverein Littau

Ohne Gründungsjahr:
- Männerturnverein Aurich
- Männerturnverein Barmstedt
- Männerturnverein Bromberg
- Männerturnverein Dießen am Ammersee
- Männerturnverein Döbern
- Männerturnverein Hammah
- Männerturnverein Heider
- Männerturnverein Hirschberg
- Männerturnverein Kempten
- Männerturnverein Leinefeld
- Männerturnverein Lübbenau
- Männerturnverein Lüneburg
- Männerturnverein Malchin
- Männerturnverein Ottensen
- Männerturnverein Öhringen
- Männer-Turnverein Ponarth
- Männerturnverein Rudow
- Männerturnverein Saarbrücken
- Männerturnverein Sachsen-Altenburg
- Männerturnverein Salchau
- Männerturnverein Schmölln
- Männerturnverein Spechtshorn
- Männerturnvereins Westrhauderfehn
- Männerturnverein Wiesbaden